# کیمرا (مجموعه تلویزیونی کره جنوبی)
کیمرا (کره‌ای: 키마이라؛ انگلیسی: Chimera) یک مجموعه تلویزیونی محصول کره جنوبی سال ۲۰۲۱ به کارگردانی کیم دو هون و نویسندگی لی جین مه است. این مجموعه با بازی پارک هه سو، لی هی جون و کیم کلودیا است و داستان سه شخصیت اصلی را روایت می‌کند که اسرار ۳۰ سال گذشته را برای یافتن مجرمی به نام «کیمرا» کاوش می‌کنند. این مجموعه از ۳۰ اکتبر تا ۱۹ دسامبر ۲۰۲۱، روزهای شنبه و یکشنبه ساعت ۲۲:۳۰ (کی‌اس‌تی) از اوسی‌ان برای ۱۶ قسمت پخش شد.

## بازیگران

### اصلی
- پارک هه سو در نقش چا جه هوان، ۳۵ ساله، یک کارآگاه قتل
- لی هی جون در نقش لی جونگ یوب، یک جراح
- کیم کلودیا در نقش یوجین هتوی، یک پروفایلر از اف‌بی‌آی

## تولید
این مجموعه برای انتشار در نیمهٔ دوم سال ۲۰۱۹ برنامه‌ریزی شده بود اما به دلایل نامشخصی تا اکتبر ۲۰۲۱ پخش نشد.